# Vinzenz Maria Demetz

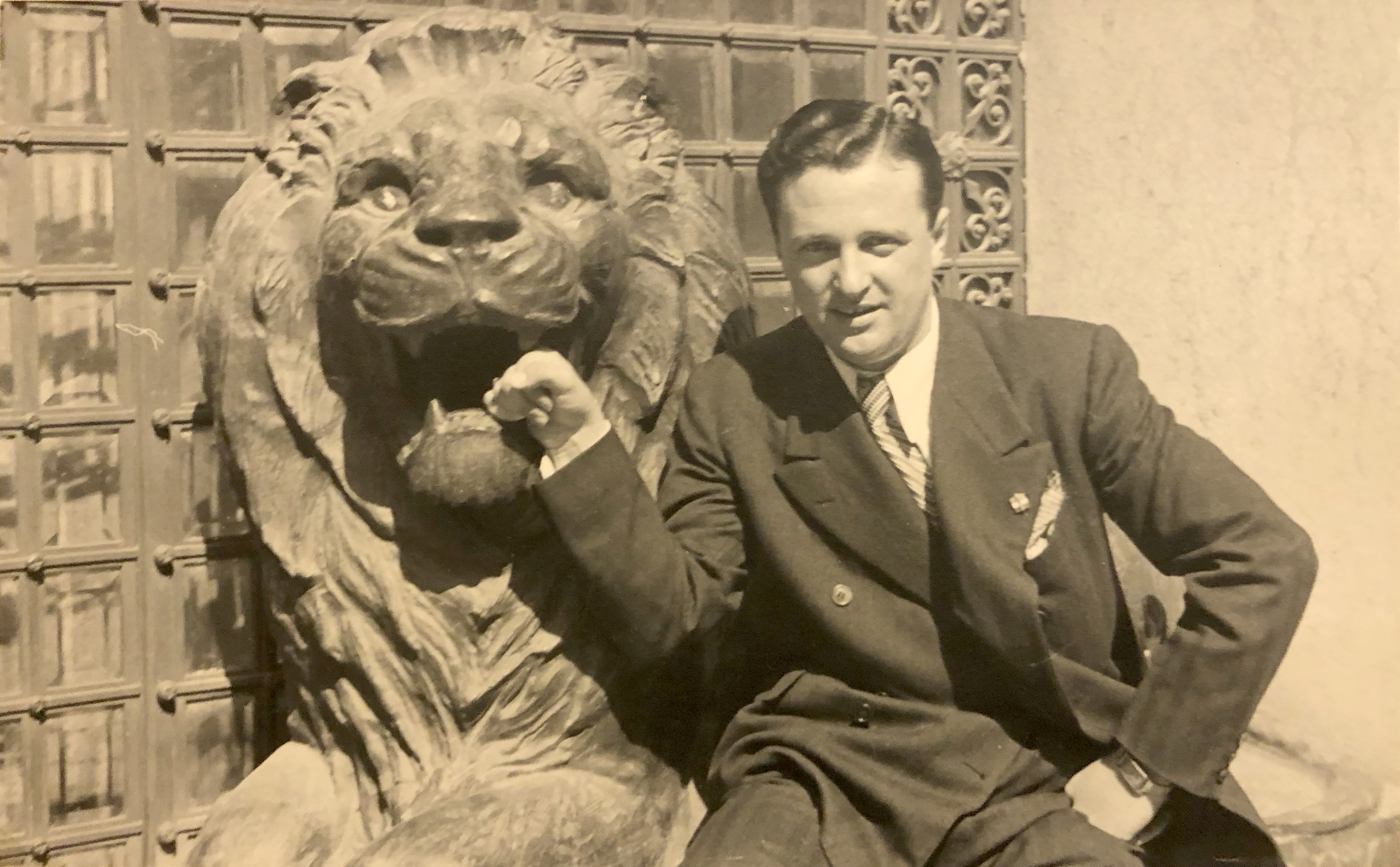

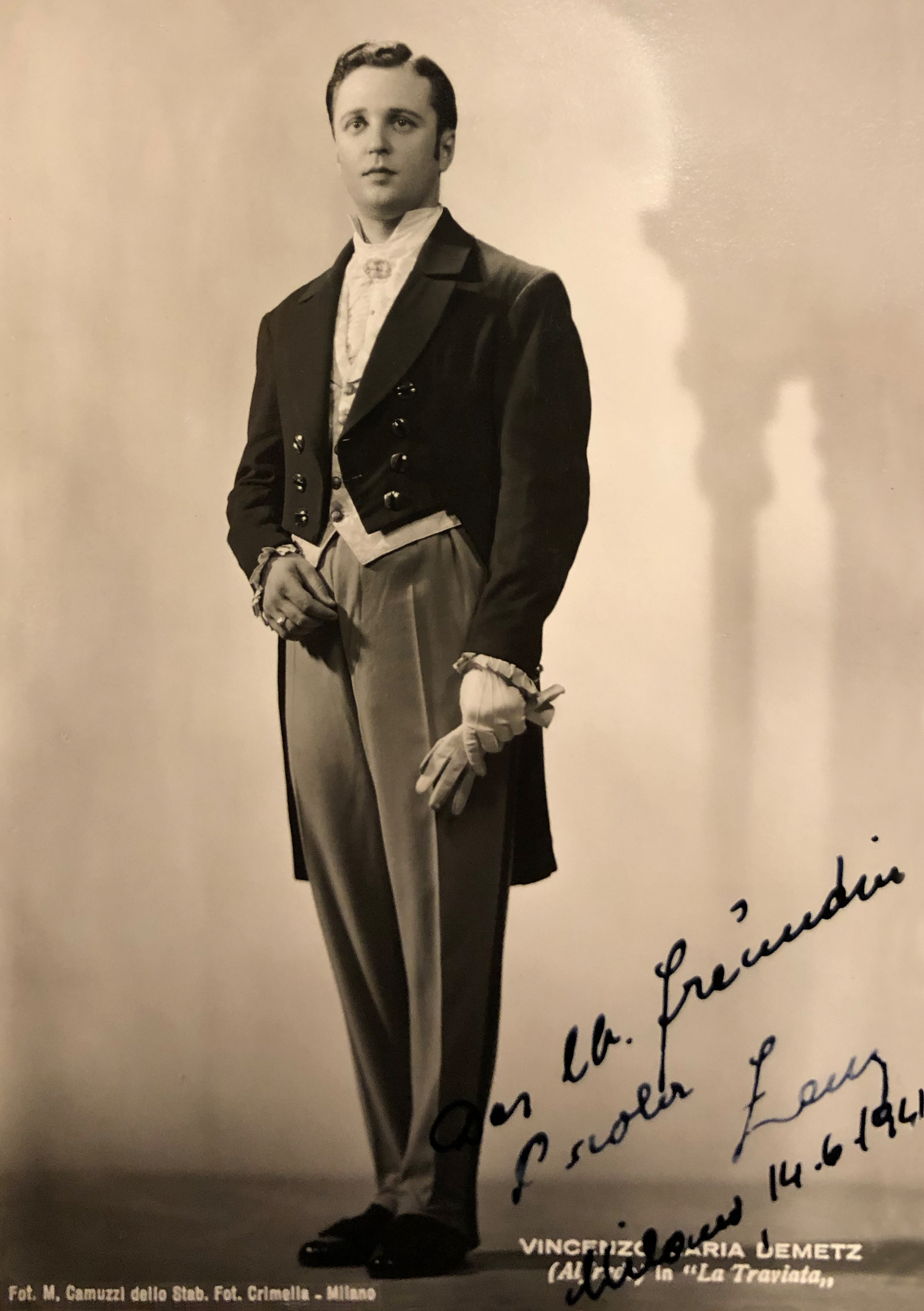
Vinzenz Maria Demetz in der Traviata.

Vinzenz Maria Demetz (* 11. Oktober 1912 in St. Ulrich in Gröden; † 7. April 2006 in Reykjavík, Island; isländisch Sigurður Demetz Franzson) war ein Südtiroler Tenor und Komponist ladinischer Lieder.

## Leben
Demetz verließ im Alter von 18 Jahren sein Heimatdorf, um zunächst in Padua und später in Mailand eine Ausbildung zum Sänger zu absolvieren. 1935 gewann er einen Gesangswettbewerb in Wien und bewarb sich in der Folge erfolgreich um ein Engagement an der Semperoper in Dresden, konnte dort jedoch aufgrund eines langwierigen gesundheitlichen Problems nicht auftreten. Nach Demetz’ Gesundung wurde er durch Herbert von Karajan, den er in Rom kennengelernt hatte, an das Theater Aachen vermittelt, das aber kurz vor seinem ersten Auftritt im Zuge des Zweiten Weltkriegs zerstört wurde. Trotz verschiedener Auftritte am Teatro dell’Opera in Rom, am Teatro San Carlo in Neapel und am Teatro alla Scala in Mailand gelang es Demetz nicht, sich dauerhaft in der Opernwelt zu etablieren.
1955 zog Demetz mit seiner damaligen Freundin, der isländischen Sängerin Svanhit Egilsdóttir, nach Island, wo er zur Erlangung der Staatsbürgerschaft den Namen Sigurður Demetz Franzson annahm. Er arbeitete in Reykjavík und Akureyri unter anderem als Gesangslehrer und Chorleiter und etablierte den Belcanto, die Oper und das Kunstlied in Island. Die Gesangsschule Söngskóli Sigurðar Demetz in Reykjavík ist nach ihm benannt.

## Werke
- Vinzenz Maria Demetz da Fëur: Nina Nana Ladina in 30 cianties per Gherdëina. Herausgeber Union di Ladins de Gherdëina. Edizions Carrara, Bergamo 1955 (Notenbuch).
- Vinzenz Maria Demetz da Fëur: Anda Trina da Juntlan in 30 cianties per Gherdëina. Herausgeber Union di Ladins de Gherdëina. Edizions Carrara, Bergamo 1955 (Notenbuch).

## Ehrungen
- Ehrenbürger der Gemeinde St. Ulrich in Gröden
- Cavaliere della Repubblica
- Falkenorden in Island (1981 Ritter, 2003 Kommandeur)